# Cory Jefferson
Cory Allen Jefferson (Tacoma, Washington, 26 de diciembre de 1990) es un jugador de baloncesto estadounidense que actualmente se encuentra sin equipo. Con 2,06 metros de altura, juega en la posición de ala-pívot.

## Trayectoria deportiva

### Instituto
Jefferson asistió al instituto "Killeen High School" en Killeen, Texas. En su segunda temporada como "sophomore" en 2006-07, promedió 13,5 puntos, 10,5 rebotes y 5,1 tapones por partido, ganó los honores de mejor quinteto del distrito 16-4A. En su última temporada como "senior" en 2008-09, promedió 19,5 puntos y 6,2 rebotes por partido, liderando al instituto a tres temporadas consecutivas con 30 victorias y cuatro campeonatos del distrito consecutivos.

### Universidad
Se unió a la Universidad de Baylor, donde en su primera temporada como "freshman" con los Bears jugó poco, promedió 1,3 puntos y 1,2 rebotes en 4,6 minutos por partido.
Después de no jugar la temporada 2010-11, regresó a los Bears para la temporada 2011-12. En su segunda temporada como "sophomore", logró 5 anotaciones de dobles dígitos y 12 partidos con múltiples tapones; sus 42 tapones ocupó el décimo lugar en la lista de una sola temporada de Baylor. En 34 partidos (uno como titular), promedió 3,6 puntos, 2,6 rebotes y 1,2 tapones en 10,5 minutos por partido.
En su tercera temporada como "júnior", fue nombrado en el mejor quinteto del torneo NIT después de que ayudó a Baylor a ganar el campeonato del NIT. También ganó los honores de Mención Honorable de la Big 12 Conference al final la temporada. En 37 partidos (todos como titular), promedió 13,3 puntos, 8,0 rebotes y 1,9 tapones en 27,9 minutos por partido.
En su cuarta y última temporada como "sénior", fue nombrado en el tercer mejor quinteto de la Big 12 Conference de 2014. También fue nombrado jugador del año del distrito VII de la USBWA de 2014. En 38 partidos (todos como titular), promedió 13,7 puntos, 8,2 rebotes y 1,3 tapones en 29,0 minutos por partido.

#### Estadísticas
| Año     | Equipo | PJ  | PT | MPP  | %TC  | %3P  | %TL  | RPP | APP | ROB | TPP | PPP  |
| ------- | ------ | --- | -- | ---- | ---- | ---- | ---- | --- | --- | --- | --- | ---- |
| 2009–10 | Baylor | 21  | 0  | 4.6  | .391 | .000 | .692 | 1.2 | .0  | .1  | .2  | 1.3  |
| 2011–12 | Baylor | 34  | 1  | 10.5 | .522 | .000 | .600 | 2.6 | .1  | .2  | 1.2 | 3.6  |
| 2012–13 | Baylor | 37  | 37 | 27.9 | .610 | .333 | .704 | 8.0 | .3  | .5  | 1.9 | 13.3 |
| 2013–14 | Baylor | 38  | 38 | 29.0 | .500 | .368 | .640 | 8.2 | 1.0 | .4  | 1.3 | 13.7 |
| Total   | Total  | 130 | 76 | 19.9 | .543 | .340 | .660 | 5.6 | .4  | .3  | 1.3 | 8.9  |

### Profesional
El 26 de junio de 2014, Jefferson fue seleccionado en sexagésima y última posición del Draft de la NBA de 2014 por los San Antonio Spurs. Más tarde, fue traspasado a los Brooklyn Nets en la noche del draft. En julio de 2014, se unió a los Nets para disputar la NBA Summer League 2014. El 23 de julio de 2014, Jefferson firmó su primer contrato como profesional con los Nets. El 29 de octubre de 2014, Jefferson hizo su debut como profesional contra los Boston Celtics, registrando 8 puntos y 2 rebotes en 8 minutos de acción.
[actualizar]
El 22 de febrero de 2019 se confirma su fichaje por el Club Baloncesto Gran Canaria conocido como Herbalife Gran Canaria de la liga ACB.
[actualizar]

## Estadísticas de su carrera en la NBA

### Temporada regular
| Año     | Equipo   | PJ | PT | MPP  | %TC  | %3P  | %TL  | RPP | APP | ROB | TPP | PPP |
| ------- | -------- | -- | -- | ---- | ---- | ---- | ---- | --- | --- | --- | --- | --- |
| 2014-15 | Brooklyn | 50 | 1  | 10.6 | .449 | .133 | .574 | 2.9 | .3  | .2  | .4  | 3.7 |
| 2015-16 | Phoenix  | 6  | 0  | 4.7  | .500 | .000 | .000 | 1.7 | .0  | .0  | .2  | 2.0 |
| Total   | Total    | 56 | 1  | 10.0 | .453 | .125 | .554 | 2.8 | .3  | .2  | .4  | 3.5 |